# Anna Lore
Anna Lore (* 15. März 1993 in Dubuque) ist eine amerikanische Schauspielerin. 

## Leben und Karriere
Lore stammt aus Iowa. In ihrer Kindheit trat sie in dem lokalen Plains Theatre in Rushville (Nebraska) auf. 2012 mit 19 Jahren zog sie nach Los Angeles und unterschrieb zuerst als Statistin.
2014 spielte sie in der YouTube-Webserie Frankenstein, M.D. die Titelrolle der Krankenschwester Victoria Frankenstein. 2018 erschien die von Lore geschriebene Miniserie Katie aus Kurzepisoden, die sie „Microshorts“ nennt. Größere Nebenrollen in Fernsehserien hatte sie ab 2017 in Miss 2059, ab 2020 in All American und anschließend 2023 in Gotham Knights. 2025 erscheint sie in den zwei Horrorfilm-Sequels Final Destination: Bloodlines und Black Phone 2.

## Filmografie (Auswahl)
- 2014: Frankenstein, MD (Webserie, 24 Episoden)
- 2015: Contracted – Phase 2
- 2016: Natural 20 (Fernsehserie, 2 Episoden)
- 2016: Faking It (Fernsehserie, 2 Episoden)
- 2016: The Friendless Five (Fernsehserie, 7 Episoden)
- 2017: Born Guilty
- 2017: Training Day (Fernsehserie, 1 Episode)
- 2017: Nasty Habits (Fernsehserie, 1 Episode)
- 2017–2018: Miss 2059 (Fernsehserie, 10 Episoden)
- 2018: F*ck Yes (Fernsehserie, 2 Episoden)
- 2018: Katie (Miniserie, 10 Episoden; auch Drehbuch und Produktion)
- 2019: Doom Patrol (Fernsehserie, 2 Episoden)
- 2020: Into the Dark (Fernsehserie, 1 Episode)
- 2020–2022: All American (Fernsehserie, 9 Episoden)
- 2022: They/Them
- 2023: Gotham Knights (Fernsehserie, 13 Episoden)
- 2024: Hysteria (Fernsehserie, 1 Episode)
- 2025: Final Destination: Bloodlines